# 11533 Akebäck
11533 Akebäck è un asteroide della fascia principale. Scoperto nel 1992, presenta un'orbita caratterizzata da un semiasse maggiore pari a 3,0028236 UA e da un'eccentricità di 0,0990513, inclinata di 9,74087° rispetto all'eclittica.